# Locunolé
Locunolé (bretonisch Loculone) ist eine französische Gemeinde in der Region Bretagne im Département Finistère mit 1.166 Einwohnern (Stand 1. Januar 2022).

## Lage
Lorient liegt 22 Kilometer südlich, Quimper 47 Kilometer westnordwestlich und Paris etwa 460 Kilometer nordöstlich.

## Verkehr
Bei Quimperlé und Quéven befinden sich die nächsten Abfahrten an der Schnellstraße E 60 (Nantes–Brest) und u. a. in Quimperlé und Lorient gibt es Regionalbahnhöfe.

## Bevölkerungsentwicklung
| Jahr                       | 1962 | 1968 | 1975 | 1982 | 1990 | 1999 | 2009 | 2017 |
| Einwohner                  | 1018 | 852  | 836  | 875  | 869  | 589  | 1078 | 1154 |
| Quellen: Cassini und INSEE |      |      |      |      |      |      |      |      |